# Francis (base de données)
Pour les articles homonymes, voir Francis.
Francis est une base de données bibliographiques, alimentée par l'Institut de l'information scientifique et technique (INIST) du CNRS, qui couvre les domaines des lettres et des sciences humaines et sociales, en portant une attention particulière à la littérature européenne. L’INIST propose depuis mai 2019 un accès libre à l’ensemble des notices bibliographiques de Pascal et Francis produites entre 1972 et 2015, soit 21 millions de notices, dont certaines proposent un lien vers le texte intégral. 

## Historique
La base de données bibliographiques Francis a été créée en 1972. Elle est issue des sections sciences humaines et sociales du Bulletin signalétique du CNRS. 
Elle a initialement été conçue comme un regroupement de bases spécialisées. Ainsi, en 1981, le fichier ECODOC, base de données bibliographiques en économie générale, a été ajouté à Francis[réf. incomplète]. Ces bases ont été alimentées par des ingénieurs documentalistes jusqu’en 2015 ; elles n’étaient alors accessibles que par abonnement. En 2016, l’Inist a décidé d’offrir l’accès libre à une partie de l’archive PASCAL et FRANCIS, soit 14 millions de  références bibliographiques, et s'est engagée à enrichir le site dans les années suivantes. La base est désormais en accès libre.

## Nom
FRANCIS est l'acronyme  de « Fichier de recherches bibliographiques automatisées sur les nouveautés, la communication et l'information en sciences humaines et sociales »[réf. incomplète].